# 窄條擬鱯
窄條擬鱯，為輻鰭魚綱鯰形目鱨科的其中一種，為熱帶淡水魚類，分布於亞洲印尼婆羅洲南部流域，體長可達13.3公分，棲息在底層水域，生活習性不明。

## 扩展阅读
維基物種上的相關：窄條擬鱯